# Notre-Dame (Château-Landon)

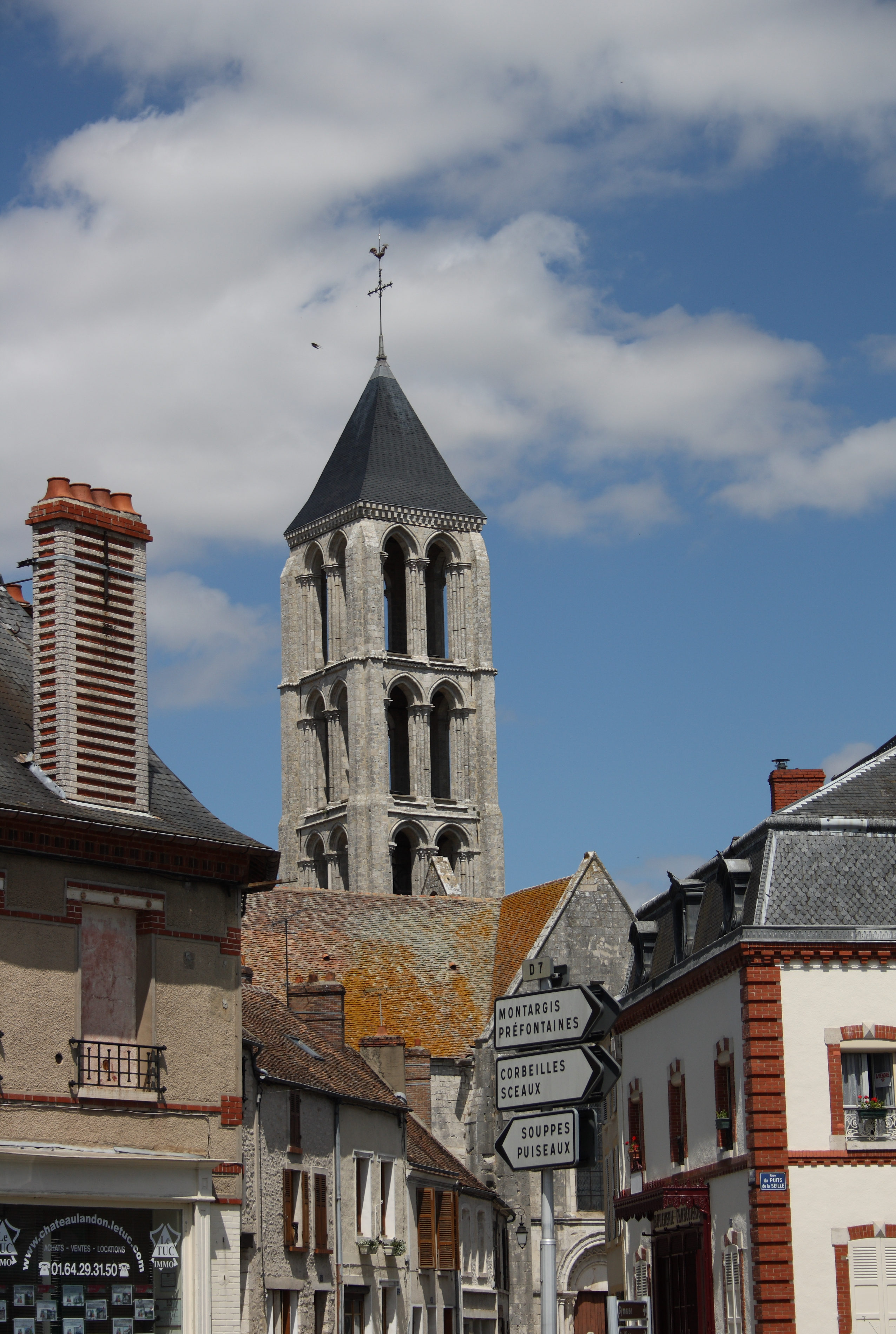
Kirche Notre-Dame in Château-Landon

Die katholische Kirche Notre-Dame in Château-Landon, einer Gemeinde im Département Seine-et-Marne in der französischen Region Île-de-France, geht auf das 11. Jahrhundert zurück. Seit 1840 steht die Kirche als Monument historique auf der Liste der Baudenkmäler in Frankreich.

## Geschichte

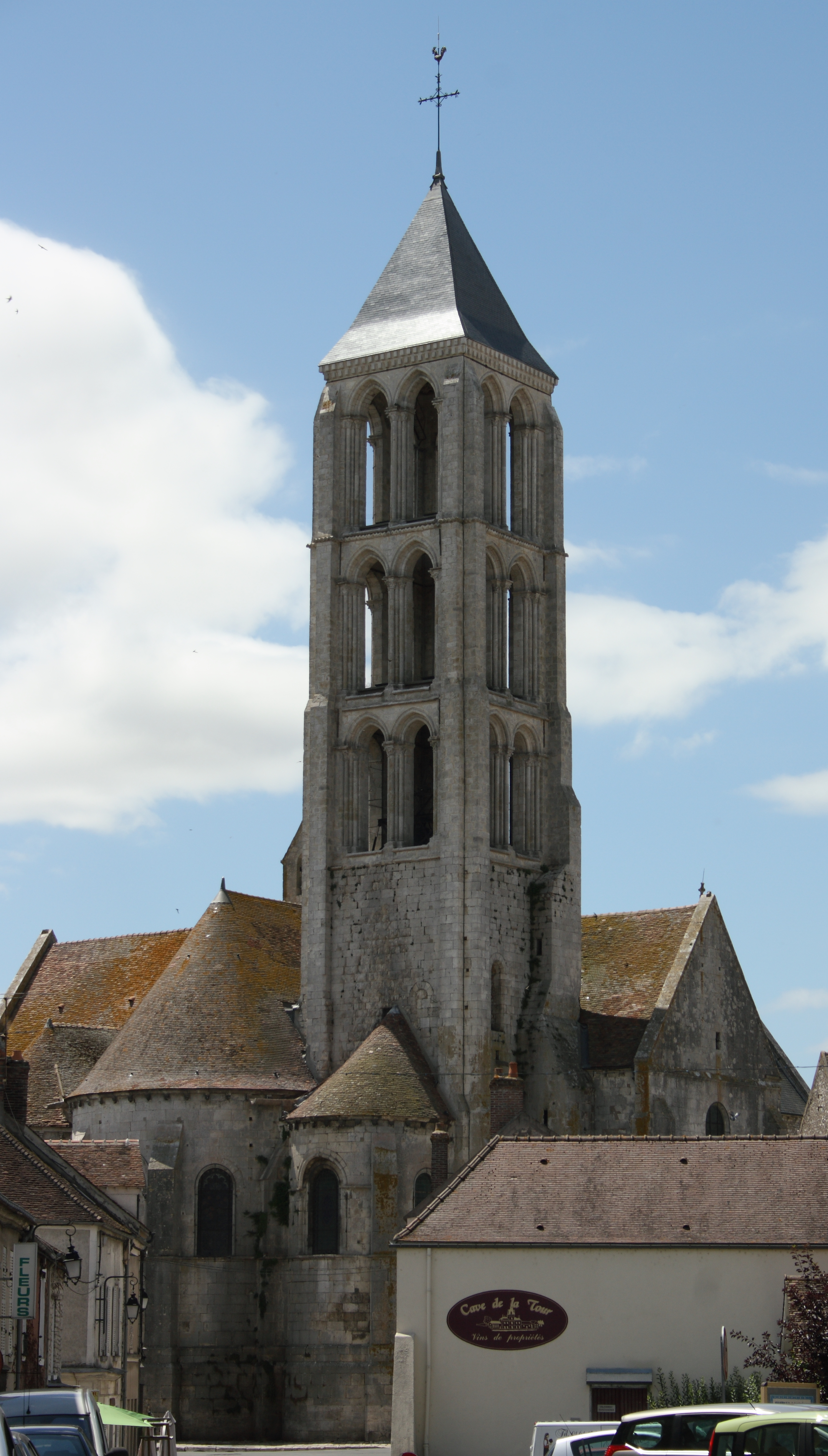
Chorhaupt und Turm

Die Kirche Notre-Dame wurde gegen Ende des 11. Jahrhunderts errichtet und gehört zu den fünf Kirchen von Château-Landon, die bereits im Mittelalter erwähnt wurden. In der Mitte des 12. Jahrhunderts entstanden das Querhaus und das Chorhaupt. Aus dieser Zeit stammt auch der Unterbau des Glockenturms. Im 14. Jahrhundert wurden die südlichen Arkaden und das südliche Seitenschiff stark verändert. 1668 beschädigte ein Blitzeinschlag den Turm, der erst zweihundert Jahre später restauriert wurde. Ende des 19. Jahrhunderts wurden unter der Leitung des Architekten Louis Sauvageot weitere Restaurierungsmaßnahmen durchgeführt, bei der auch die Holzdecke des Hauptschiffs erneuert wurde.

## Architektur

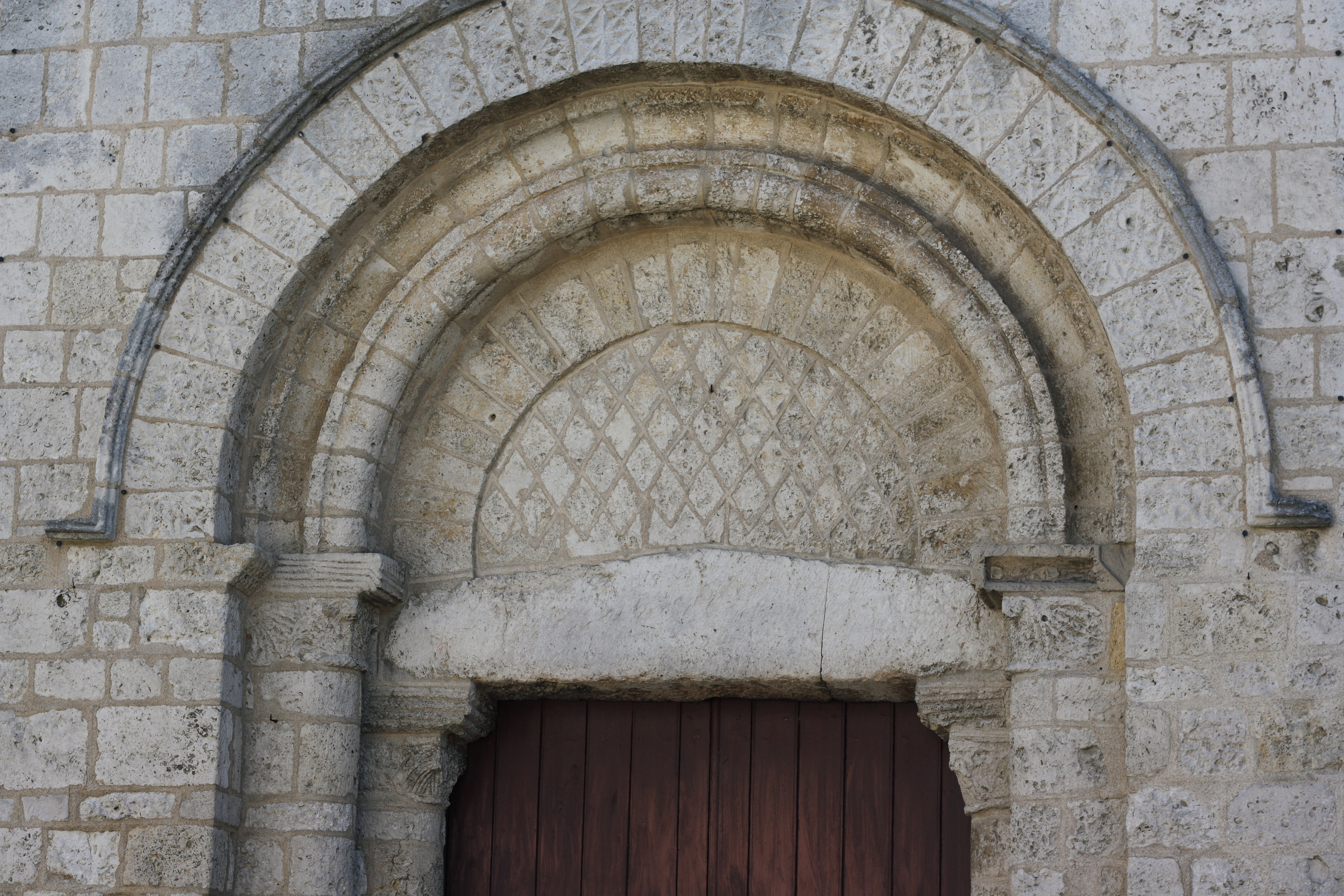
Westportal

### Außenbau
Über dem Chorjoch, vor der nördlichen Seitenapsis, erhebt sich der Glockenturm, dessen Ecken im Unterbau durch Strebepfeiler verstärkt sind. Die drei oberen Geschosse sind auf allen vier Seiten von spitzbogigen Zwillingsfenstern durchbrochen. Die Archivolten der Fenster sind mit Rundstäben verziert und ruhen auf schlanken, eingestellten Säulen. Unter dem Dachansatz verläuft ein zweireihiger Zahnschnittfries.
Das Hauptportal befindet sich an der Westfassade. Es ist in einen Mauervorsprung eingebettet und wird von einem Kranzgesims mit skulptierten Kragsteinen von dem darüberliegenden Fenster abgegrenzt. Auf den beiden inneren Pfosten ruht ein giebelförmiger Türsturz, der ein mit einem Rautenmuster verziertes Tympanon trägt. Dieses wird von leicht vorspringenden Keilsteinen eingefasst und von Archivolten gerahmt. Die Keilsteine des äußeren Bogens sind mit Reliefs von Sternen versehen. Das Rundbogenfenster über dem Portal ist ebenfalls von Archivolten umgeben. Wie über dem Portal verläuft über dem Fenster ein Kranzgesims auf Kragsteinen, die mit Palmetten und Voluten verzierten sind. Weitere Portale befinden sich an der Nordfassade, am nördlichen und am südlichen Querhaus.
Die drei Apsiden des Chorhauptes sind von Strebepfeilern gegliedert und jeweils von drei Rundbogenfenstern durchbrochen. Nur die Scheitelfenster sind mit schlanken Säulen ausgestattet und mit Archivolten gerahmt, die mit Rundstäben verziert sind.

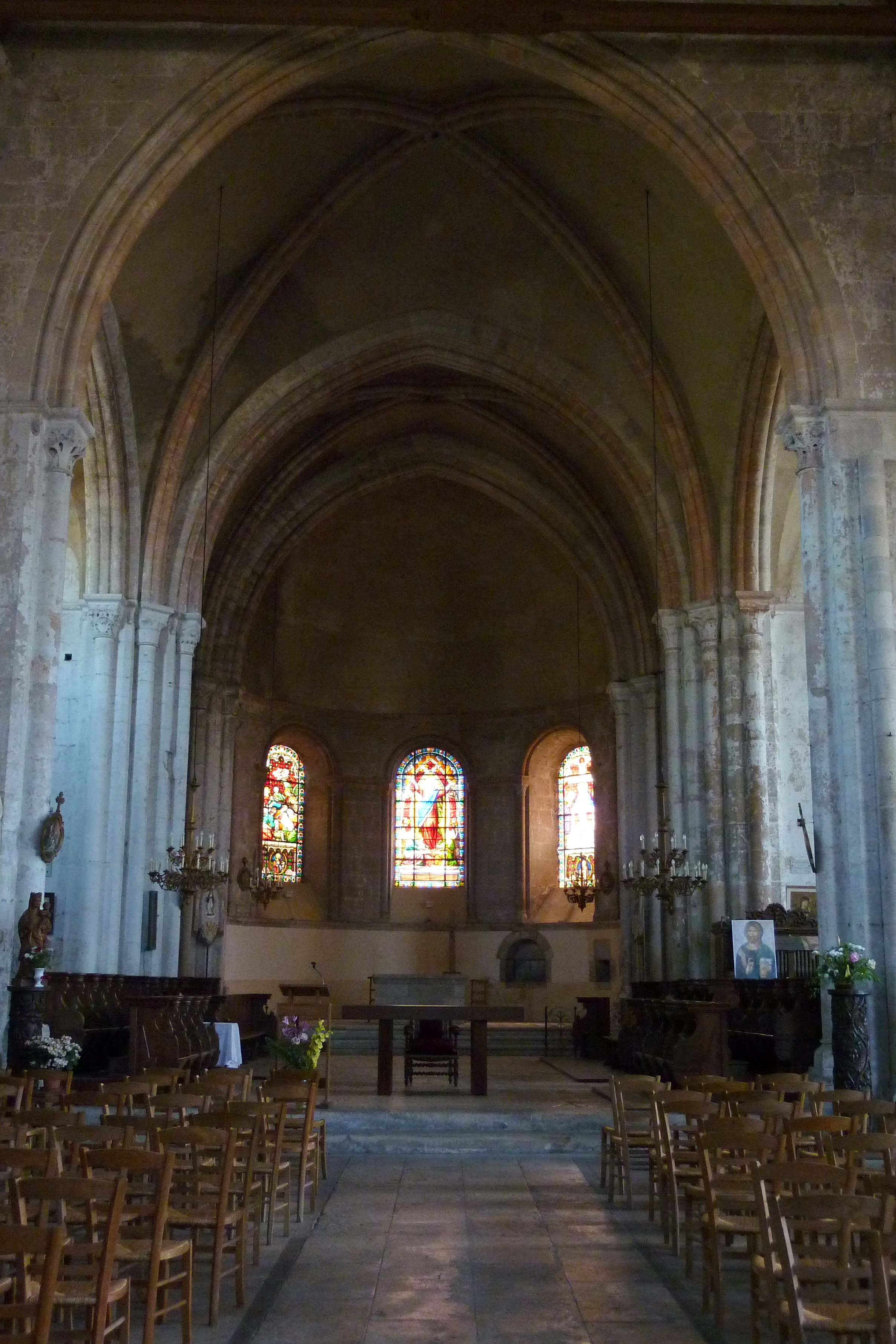
Innenraum mit Blick zum Chor

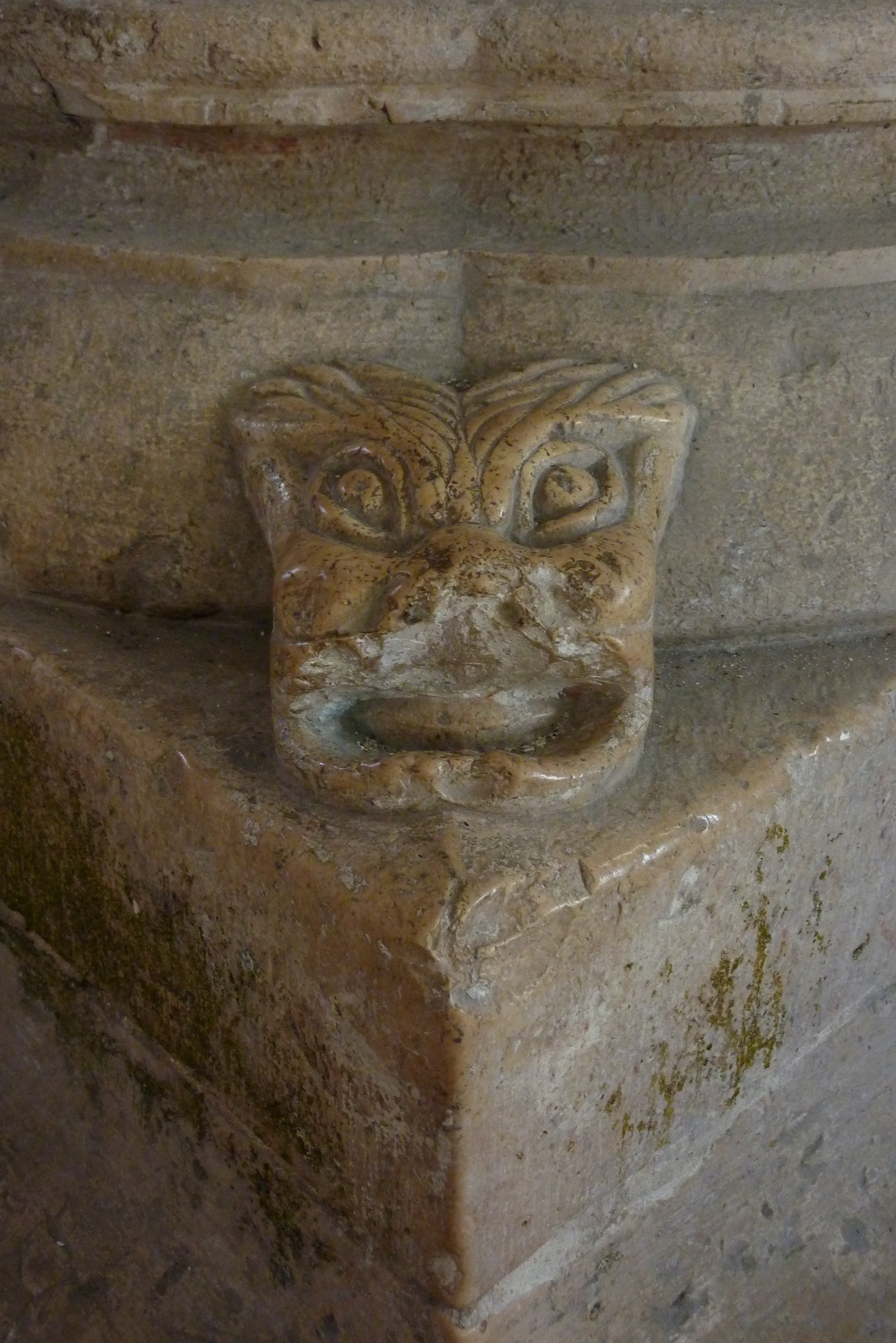
Eckblatt einer Säule

### Innenraum
Wie an der Außenseite sind Portal und Fenster auf der Rückseite der Westfassade in einen Wandvorsprung eingelassen. Das Portal ist wie außen mit Rundstäben und Hohlkehlen verziert und dazu von einem Rollenfries umgeben. An der Westwand und an der nördlichen Seitenschiffwand sind mehrere Lagen von Bruchsteinen in Fischgrätmuster aufeinandergeschichtet, was dafür spricht, dass das Schiff und die Westfassade im 11. Jahrhundert errichtet wurden.
Das Mittelschiff, das niemals eingewölbt war, wird von den Seitenschiffen durch sechs schmucklose Arkaden abgegrenzt. Sie ruhen auf rechteckigen Pfeilern mit schlichten, profilierten Kämpfern, die teilweise mit einem Taubanddekor verziert sind.
Die Querschiffarme sind mit einem Kreuzgratgewölbe gedeckt. Die Vierung, die vermutlich aus dem zweiten Viertel des 12. Jahrhunderts stammt, besitzt ein Kreuzrippengewölbe.
An den Basen mehrerer Säulen haben sich Eckblätter aus dem 12./13. Jahrhundert erhalten. Sie stellen Phantasiewesen dar.

## Ausstattung
- In der Kirche ist ein Taufbecken aus dem 11. Jahrhundert erhalten.
- Ein ehemaliges Getreidemaß aus dem 15. Jahrhundert wird als Weihwasserbecken genutzt.